# Head-Trick
 (juin 2012).
Si vous disposez d'ouvrages ou d'articles de référence ou si vous connaissez des sites web de qualité traitant du thème abordé ici, merci de compléter l'article en donnant les références utiles à sa vérifiabilité et en les liant à la section « Notes et références ».
Head-Trick est une série manfra écrite par E.D et dessinée par K'Yat. Les chapitres sont disponibles gratuitement sur le site officiel avant de sortir en tome.

## Synopsis
Ed est un lycéen à qui il ne vaut mieux pas chercher de problèmes, afin de ne pas goûter à son fameux coup de boule. Arrivé dans le lycée Redcat'Z, après s'être fait expulser de nombreux autres lycées, Ed va devoir malgré lui jouer dans l'équipe de football du lycée, après avoir mis hors-service le capitaine de cette équipe, Leg. 
Le problème, c'est qu'Ed n'aime pas le football et ne connaît pas les règles, mais va devoir réparer son erreur en remplaçant le capitaine de l'équipe...

## Personnages
- Ed
- Leg
- Bigfoot
- Ner
- As
- Abdo
- Handy
- Pitt
- Kid
- Cid
- Cucu
- Ziggo
- No'Z
- Bobo'Z
- Glov'Z
- Gla'Z
- Flo'Z
- Soul'Z
- Macup'Z
- Jacket'Z
- Brian

### Équipes de football

#### Région est
Les Redcat'Z
Les Redcat'Z sont les joueurs qui composent l'équipe de football du lycée Redcat'Z. Ils jouent à l'Eastern Stadium. Cette équipe se qualifie en tant que finaliste de la région est des qualifications à la Z-Cup en battant les Eagles en demi-finale mais en étant disqualifiée après la finale face aux Blackwalls. Les joueurs connus de cette équipe sont : le capitaine Leg, Jeno, Achil, Pero, Moly, Kiss, Ed (en tant que remplaçant de Leg lors de la finale est), Talo, et les remplaçants Toe, Teil et Tep. Ils ne pourront malheureusement pas jouer la Z-Cup en raison des blessures qu'ils ont subies de la part de Ed.
Les Eagles
Les Eagles sont les joueurs de l'équipe de football que les Redcat'Z ont affrontés en demi-finale de la région et alors qu'ils étaient les tenants du titre de cette compétition. Ils sont lourdement battus par les Redcat'Z avec une démonstration de Leg qui a fait 17 passes décisives pendant le match. Les joueurs connus de cette équipe sont : le capitaine Falcon, Votou, Kondo, Kara et Hawk.
Les Blackwalls
Les Blackwalls sont les joueurs de l'équipe de football que les Redcat'Z ont affronté en finale de la région est arrivant en finale sans avoir encaissé le moindre but. Ils perdent le match mais remportent la compétition après la disqualification des Redcat'Z. Il leur sera néanmoins difficile de participer à la Z-Cup en raison des blessures qu'ils ont subi de la part de Ed. Les joueurs connus sont : le capitaine Eiffel, Ben, Pento, Empir, Diao, Simger et Jin. Cette équipe possède des techniques spéciales comme le "Black Ball Shoot" qui consiste à tirer à deux (Ben et Eiffel), un pied attaché à l'autre de l'autre joueur pour avoir un tir très puissant ou encore le "Black Wall" qui consiste à sauter haut devant quelqu'un qui veut centrer et ainsi empêcher que le ballon passe par la voie aérienne. Cette équipe possède aussi des tactiques spéciales comme le "plan BW4" (Empir reste immobile au centre du terrain tandis que Diao par en courant dans la direction du but. Deux joueurs se jettent sur Empir qui fait au dernier moment une talonnade à Eiffel, lancé vers le but, se retrouvant libre de tout marquage. Eiffel fait alors une passe en profondeur partant en direction de Diao, qui se retrouve marqué par deux défenseurs ayant vu Diao lancer. Mais, avec l'effet mis dans le ballon, la passe change au dernier moment de direction vers Simger qui se retrouve alors seul face au gardien qui sort pour l'arrêter qu'il n'a plus qu'à lober) ou "l'opération phacochère" (Eiffel et Ben s'attachent un pied ensemble, puis sortent de la zone de défense en courant et servis par Pento sur un long dégagement se retrouvent devant la surface libre de tout marquage puisque les défenseurs adverses sont pris au dépourvu par cette soudaine montée et font alors un "Black Ball Shoot" pour marquer).
L'équipe B des Redcat'Z
L'équipe B des Redcat'Z est l'équipe qui participera à la Z-Cup après l'impossibilité de voir jouer l'équipe A. Cette équipe a été constituée par No'Z assisté de son chat (aniball) Bobo'Z pendant cinq ans tandis que Glov'Z s'occupait de rendre le lycée Redcat'Z sérieux, Gla'Z s'occupait du financement et Flo'Z du matériel et de l'entretien. Cette équipe est entrainée par Soul'Z. Cette équipe a comme joueur : le capitaine Leg, Ed, Bigfoot, Ner, As, Abdo, Handy, Pitt, Kid, Cid,et Ziggo. Son stade est Old Park'Z et elle a un aniball qui est un blaireau" (censé être selon le livre "Le monde des aniballs" solidaire, endurant, travailleur, fidèle).

#### Région nord
Les Bulldogs
Les Bulldogs sont les joueurs de l'équipe de football entrainée par Macup'Z et qui a gagné facilement le tournoi de la région nord en finale face aux Loups polaires.
Les Loups polaires
Les Loups polaires sont les joueurs de l'équipe de football qui règne depuis 8 ans sur la zone Z en ayant remporté toutes les Z-Cup et sans avoir perdu un seul match. Ils sont battus en finale de la région nord par les Bulldogs.

#### Anciennes équipes
Les Rednoses
C'est une ancienne équipe légendaire dont « No'z » était lui-même l’entraîneur. Nous ne savons pas encore grand chose sur cette équipe. Par contre on nous indique dans le manga que l'équipe était constituée de "Mac Up'z", "Jacket'z" et "Glov'z" (qui en était d'ailleurs le gardien de but.)
Les Lions blancs
Les Lions blancs étaient les joueurs de l'équipe de football qui existait il y a 20 ans et qui s'est fait battre en finale de la Z-Cup avant de faire banqueroute et de perdre tous les championnats auquel elle participait. Elle venait de remporter pendant 10 saisons d'affilée le championnat dans lequel elle était engagée. Son stade était Old Park'Z (il pouvait alors accueillir 100 000 personnes). Cette équipe a été fondée et entrainée par Soul'Z et elle avait comme joueur Hat, l'un des plus grands joueurs de l'histoire selon Soul'Z.
Les lionceaux blancs
Les lionceaux blancs étaient les joueurs de l'équipe de football enfant des lions blancs. Leg y jouait petit et c'est dans cette équipe qu'il a développé son problème qu'il n'arrivait pas à marquer un but.
Les Renardaux d'argent
Les Renardaux d'argent étaient les joueurs de l'équipe de football enfant contre lequel Leg a pour la première fois son problème qu'il n'arrivait pas à marquer un but. Cela arrive à la 90e minute et les équipes étant à égalité, il lui suffit de marquer le penalty qui vient d'être obtenu pour donner la victoire à son équipe.
Les Dragons azur
Les Dragons azur sont les joueurs de l'équipe qui a participé au même championnat que les Lions blancs il y a plus de 20 ans.
Les Kangourous boxeurs
Les Kangourous boxeurs sont les joueurs de l'équipe qui a participé au même championnat que les Lions blancs il y a plus de 20 ans.
Les Renards argentés
Les Renards argentés sont les joueurs de l'équipe qui a participé au même championnat que les Lions blancs il y a plus de 20 ans.
Les Lamas cracheurs
Les Lamas cracheurs sont les joueurs de l'équipe qui a participé au même championnat que les Lions blancs il y a plus de 20 ans.
Les Green Hornets
Les Green Hornets sont les joueurs de l'équipe qui a participé au même championnat que les Lions blancs il y a plus de 20 ans.

## Les matchs

### Compétition de la région est de football
| Équipe à domicile | Score | Équipe à l'extérieur | Stade de la compétition | Stadium         |
| ----------------- | ----- | -------------------- | ----------------------- | --------------- |
| Redcat'Z          | 17-2  | Eagles               | Demi-finale             | Eastern Stadium |
| Redcat'Z          | 1-0   | Blackwalls           | Finale                  | Eastern Stadium |

### Compétition de la région nord de football
| Équipe à domicile | Score | Équipe à l'extérieur | Stade de la compétition | Stadium |
| ----------------- | ----- | -------------------- | ----------------------- | ------- |
| Bulldogs          | 9-0   | Loups polaires       | Finale                  | ?       |

## Analyse de l’œuvre

### Création de l’œuvre
Après avoir suivi des études de japonais, Emeric Chazal, un des scénaristes au côté de son frère Damien, originaire de Montbrison et passionnés de manga, décident de rendre visite à une grande maison d'édition japonaise, Shūeisha, afin de leur proposer plusieurs planches. L'éditeur demande alors aux deux frères un pilote afin de prétendre à une publication sous forme de série. Le pilote réalisé, les deux frères retournent voir l'éditeur, mais se trouvent face à un refus, non pas que la série soit jugée mauvaise, mais car le système de publication japonais nécessite de gagner des concours de jeunes auteurs, ou d'avoir été assistant.
Les deux frères rentrent alors en France et décident finalement d'éditer eux-mêmes leur série, et ils créent un site-web fin 2009/début 2010 afin d'y mettre leurs planches afin de tester directement sur le public concerné. Le succès est finalement au rendez-vous, et la parution en tome via leur propre maison d'édition a été réalisée,,.

### Réception et critiques
Après six tomes publiés, le manga est noté 15,33/20 sur Manga-News et 6,5/10 sur Manga Sanctuary.
Grâce au succès, de nombreux produits dérivés sont sortis, comme le Milkiky, une boisson présente dans la série, ou encore des peluches, statuettes ou badges,,. La série représente la France lors du prix international du manga à Tokyo pour récompenser la meilleure bande dessinée d'inspiration manga de l'année 2013.

## Liste des volumes
| no | Français        | Français          |
| no | Date de sortie  | ISBN              |
| --- | --------------- | ----------------- |
| 1 | 3 juin 2011     | 979-10-90476-00-4 |
| Pour fêter le 10000e manga vendu, le tome 1 est sorti en version collector possédant une couverture alternative.Liste des chapitres : - Ch. 1 : Les Mains dans les poches ! - Ch. 2 : Le début des emmerdes... - Ch. 3 : Un Putain de proviseur ! - Ch. 4 : Ça sent mauvais pour les Redcat’Z - Ch. 5 : Une entrée fracassante ! - Ch. 6 : La finale part en sucette ! - Ch. 7 : Une nouvelle étoile dans le ciel ! - Ch. 8 : La clé du match ! |                 |                   |
| 2 | 5 décembre 2011 | 979-10-90476-01-1 |
| Le tome 2 est sorti en version collector possédant une couverture alternative.Liste des chapitres : - Ch. 9 : Têtes à claques ! - Ch. 10 : La Ed-Mania - Ch. 11 : Défense de phacochère ! - Ch. 12 : Une fin de match renversante ! - Ch. 13 : 3ème Mi-temps sauce ED ! - Ch. 14 : Douche froide ! - Ch. 15 : Finies les conneries ! - Ch. 16 : Mano à mano ! |                 |                   |
| 3 | 5 décembre 2011 | 979-10-90476-02-8 |
| Le tome 3 est sorti en version collector possédant une couverture alternative.Liste des chapitres : - Ch. 17 : Retour aux Sources ! - Ch. 18 : Ça sent l’embrouille ! - Ch. 19 : Un Gros connard ! - Ch. 20 : Les Z’héros ! - Ch. 21 : Mets ta capuche ! - Ch. 22 : Un drôle de nounours ! - Ch. 23 : Ça va péter ! - Ch. 24 : L’équipe “type” - Ch. 25 : Un lourd passé ! |                 |                   |
| 4 | 15 mars 2012    | 979-10-90476-03-5 |
| La couverture de ce volume est de couleur verte, car le jour de sa sortie, il y avait un stand Head-Trick à la Japan Event de Saint-Étienne. La couleur verte étant représentative de Saint-Étienne, elle a donc été choisi pour ce volume.Liste des chapitres : - Ch. 26 : La chance n'est pas une question de hasard ! - Ch. 27 : Corporis, l'arme cachée... - Ch. 28 : ED VS GLOV'Z, le combat au sommet ! - Ch. 29 : Une Équipe Tout Terrain ! - Ch. 30 : Co-Missions ! - Ch. 31 : Esprits Tordus - Ch. 32 : Baiser volé ! - Ch. 33 : L'esprit du Stade - Ch. 34 : Rentrer dans l'Histoire ! |                 |                   |
| 5 | 3 octobre 2012  | 979-10-90476-04-2 |
| Le tome 5 est sorti en version collector possédant une couverture alternative.Liste des chapitres : - Ch. 35 : Le secret de Leg - Ch. 36 : Zone d'ombre ! - Ch. 37 : Mort de honte ! - Ch. 38 : Règlement ou règlement ! - Ch. 39 : Nom d'une équipe ! - Ch. 40 : Un pour tous... - Ch. 41 : Un petit problème ! - Ch. 42 : Entretenir la flamme ! - Ch. 43 : Composition d'équipe ! - Ch. 44 : Carmina Magicis |                 |                   |
| 6 | 6 juin 2013     | 979-10-90476-05-9 |
| Le tome 6 est sorti en version collector possédant une couverture alternative.Liste des chapitres : - Ch. 45 : Le nouvel aniball ! - Ch. 46 : Pique-nique hic ! - Ch. 47 : Chaud Show - Ch. 48 : Le HEAD TRICK - Ch. 49 : Le big Boss ! - Ch. 50 : Drôles de Papas ! - Ch. 51 : Fleur de sel - Ch. 52 : Vol en rase-mottes - Ch. 53 : Âmes de guerriers |                 |                   |
| 7 | 12 mai 2014     | 979-10-90476-06-6 |
| Le tome 7 est sorti en version collector possédant une couverture alternative.Liste des chapitres : - Ch. 54 : Le maître du Jeu ! - Ch. 55 : Co-adversaires - Ch. 56 : Soule Power ! - Ch. 57 : As passe la seconde !! - Ch. 58 : Totalement "pommé" ! - Ch. 59 : La passe Boomerang - Ch. 60 : Legend Begins |                 |                   |
| 8 | 8 juillet 2015  | 979-10-90476-07-3 |
| Le tome 8 est sorti en version collector possédant une couverture alternative.Liste des chapitres : - Ch. 61 : Le rugissement du lion blanc - Ch. 62 : Le duo invincible - Ch. 63 : Rencontre au sommet - Ch. 64 : Une nuit d'orage - Ch. 65 : Graine de champion - Ch. 66 : Le lion blanc - Ch. 67 : Deux visions du monde... |                 |                   |
| 9 | 9 mai 2015      | 979-10-90476-24-0 |
| Le tome 9 est sorti en version collector possédant une couverture alternative.Liste des chapitres : - Ch. 68 : Dur de la feuille ! - Ch. 69 : Entre-mêlés... - Ch. 70 : Duel à l'Ancienne - Ch. 71 : Duel au sommet - Ch. 72 : La réponse de Leg - Ch. 73 : Gagner pour jouer ! - Ch. 74 : Le secret de No'Z |                 |                   |
| 10 | 8 août 2018     | 979-10-90476-25-7 |
| Liste des chapitres : - Ch. 75 : Liés à vie ! - Ch. 76 : Tous unis... De gré ou de force ! - Ch. 77 : Black Jack - Ch. 78 : Sacrément gonflé ! - Ch. 79 : Le fantôme noir - Ch. 80 : L'affaire RED - Ch. 81 : Le Coup de Poker - Ch. 82 : Coup de Bluff |                 |                   |
| 11 | 7 novembre 2018 | 979-10-90476-27-1 |
| Liste des chapitres : - Ch. 83 : Coup Monté ... ! - Ch. 84 : Un monde disparu ... - Ch. 85 : Le dernier héritié !! - Ch. 86 : Un stade vivant ?! - Ch. 87 : L'ultime Fusion - Ch. 88 : Fuite en avant - Ch. 89 : Coktail explosif |                 |                   |